# Storbritanniens MotoGP 2006
Storbritanniens MotoGP 2006 var ett race som kördes på Donington Park.

## MotoGP
Dani Pedrosa tog sin andra seger i VM-klassen, efter att ha lett från pole. Valentino Rossi var nu återställd efter skadan i Holland och kom tvåa.

### Resultat
| Placering | Förare            | Märke    |
| --------- | ----------------- | -------- |
| 1         | Dani Pedrosa      | Honda    |
| 2         | Valentino Rossi   | Yamaha   |
| 3         | Marco Melandri    | Honda    |
| 4         | Casey Stoner      | Honda    |
| 5         | Kenny Roberts Jr  | KR       |
| 6         | Colin Edwards     | Yamaha   |
| 7         | Nicky Hayden      | Honda    |
| 8         | John Hopkins      | Suzuki   |
| 9         | Loris Capirossi   | Ducati   |
| 10        | Carlos Checa      | Yamaha   |
| 11        | Makoto Tamada     | Honda    |
| 12        | Randy de Puniet   | Kawasaki |
| 13        | Alex Hofmann      | Ducati   |
| 14        | James Ellison     | Yamaha   |
| 15        | José Luis Cardoso | Ducati   |